# Draba corymbosa
Draba corymbosa — вид трав'янистих рослин родини капустяні (Brassicaceae), який має циркумарктичне (з рідкісним заходженням у гори бореальної зони) поширення на півночі Північної Америки та Євразії.

## Таксономічні примітки
Draba corymbosa являє собою складний і високо поліплоїдний вид або видовий агрегат (14–18×, 2n ≈ 100—144). D. corymbosa неоднорідний у генетичному значенні й, імовірно, виник від численних різних поєднань геномів від кількох видів з більш низькими рівнями плоїдності. Тому не дивно, що цей вид був описаний під різними назвами. D. bellii з Гренландії й Канади, D. macrocarpa з північного Сибіру, частково D. kjellmanii з європейської частини Росії й Шпіцбергену. Крім того, D. barbata описаний з Сибіру й Північної Америки, і D. pohlei описаний з Сибіру, ймовірно, належать до цього виду. Ключове питання, чи це один вид або кілька або взаємопов'язаних видів.

## Опис
Це багаторічні поодинокі трав'янисті рослини. Базальний каудекс густо вкритий залишками листя, густо розгалужений, утворюючи одну або кілька розеток, формуючи невеликі або помірних розмірів щільні купини. Кожна розетка потенційно з одним квітковим стеблом без листя. Квіткові стебла висхідні, помірно подовжуються під час і після цвітіння до 8–15 см, опушені волосками до 1 мм або більше. Листки чергові, зелені, до 20 × 7 мм (рідко більше), цільні, оберненояйцевиді або оберненоланцетні, вершини гострі, серединні жилки часто помітні. Верхня і нижня поверхня листа від рідко до помірно опушена, нижня поверхня помірно опушена; краї листків опушені міцними простими волосками до 13 мм завдовжки.
Суцвіття — китиці, 4–9(12)-квіткові, рідко більше, дуже короткі спочатку й не подовжуються сильно в плодовій стадії. Квітконіжки 3–7 мм, товсті з переважанням простих і розгалужених волосків. Квіти радіально симетричні з 4 вільними чашолистками й пелюстками. Чашолистки до 3 × 2.5 мм, широкояйцевиді, сірувато-зелені без будь-якого відтінку, з широкими білими краями. Пелюстки до 7 × 6 мм, широко оберненояйцевиді, з надрізом, яскраво-жовтого кольору. Плоди — стручки до 12 × 6 мм, від довгастих або яйцевидих до майже округлих, опушені короткими жорсткими, в основному, простими волосками, сірувато-зеленого кольору. Насіння 6–12 у кожній комірці, до 1,3 × 0.9 мм, середньо-коричневого забарвлення.

## Відтворення
Статеве розмноження насінням; немає вегетативного розмноження. Квітки пристосовані до запилення комахами, але запилення, ймовірно, мішане. Немає спеціального пристосування до поширення насіння.

## Поширення
Північна Америка (Ґренландія, Північна Канада, Аляска — США), Євразія (Фарерські острови, Норвегія [вкл. Шпіцберген], північна Росія).
Населяє вологу тундру, росте серед вапняних або доломітових порід, на гравійних пляжах, суглинкових і глинястих терасах. Зростає на субстратах з приблизно нейтральною або лужною реакцією ґрунту (рН).